# Horda Blava

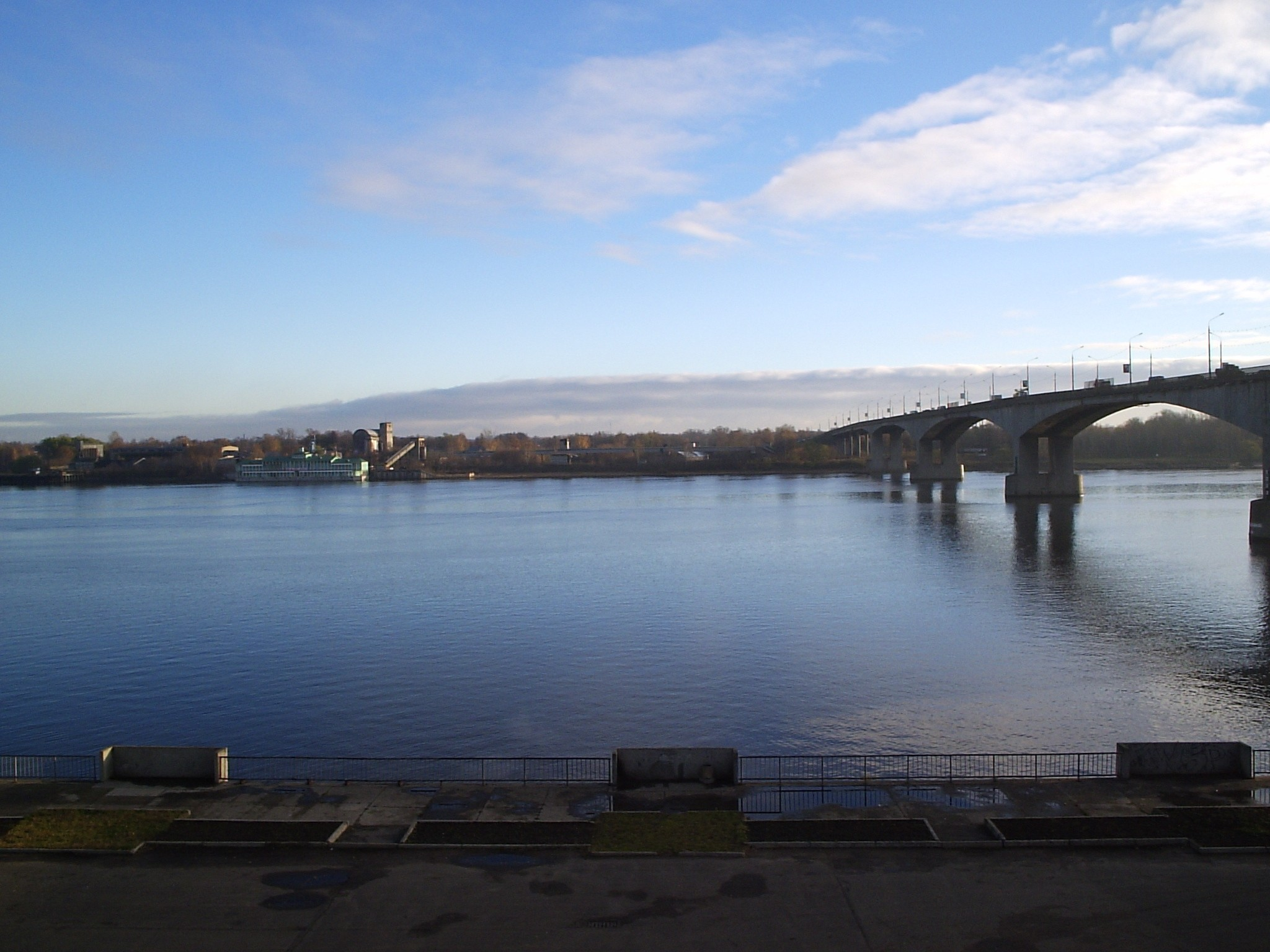
El riu Volga fou usat per l'Horda Blava per expandir-se.

L'Horda Blava fou el nom d'una part de l'ulus de Jotxi.

## Confusió entre Horda Blava i Horda Blanca
En les fonts turques el blau s'assigna a la part oriental i, per tant, a l'ulus que va correspondre a Orda Khan. En canvi a la tradició persa el blau corresponia al costats oposat. S'ha fet molt de mal ús dels termes Horda Blanca i Horda Blava provocant gran confusió a les fonts modernes, de manera que avui dia els colors ja no és possible assignar-los a una o altra Horda, ja que hi ha fonts que donen el nom d'Horda Blava a la part oriental i altres a l'occidental, i el mateix passa a l'Horda Blanca.
Segons el Tarikh-i Dost Sultan escrit per Ötemish Hajji a Khivà a la meitat del segle xvi, l'ulus de Batu es coneixia oficialment com l'Horda Blanca; l'ulus d'Orda com l'Horda Blava; i l'ulus de Shiban com l'Horda Grisa.
Els llibres d'història d'autors notables deixaren de banda el nom del fill i successor d'Orda, Qun Quran, i altres que tot seguit el van succeir,
En cròniques russes, l'Horda Blava es descriu com la part oriental de l'Horda d'Or, que estava efectivament a l'est i que estava governada pels descendents d'Orda Khan. Després de la lluita de successió de la línia de Batu Khan durant els anys 1360, conegut com a època dels "grans problemes", l'autoritat de les dues parts de l'Horda d'Or (Horda Blanca) va passar a l'autoritat dels jòtxides orientals (Horda Blava). Els cronistes russos situen l'Horda Blava a l'est del Volga i s'esmenta dues vegades: la primera vegada en la connexió amb els grans problemes que van culminar en l'accessió al tron de Toktamish ("tsar de l'Horda Blava"), i la segona amb la invasió de Tamerlà el 1395.
Segons un punt de vista menys popular i alternatiu basat en les fonts perses, l'Horda Blava, al contrari, correspon a la part occidental de l'ulus de Jotxi (dividit per tant en Horda Blanca a l'est i Horda Blava a l'oest) Aquesta opinió es basa en el sentit literal i la informació de la composició persa del segle xv “Muntakhab atm-tavarikh- namu" de Muin al-Din Natanzi (en la literatura contemporània encara esmentat com "l'autor anònim d'Iskandera"). Tanmateix, com mostren els estudis contemporanis, aquesta interpretació és ben segur incorrecta, ja que en la tradició persa els colors blaus i blancs indiquen els costats oposats en comparació amb la tradició dels turcs i els mongols.
Al Kazakhstan hi ha un tercer punt de vista, segons el qual la divisió en Horda Blanca i Horda Blava es refereix només a la part oriental de l'ulus de Jotxi. Consegüentment, l'Horda Blava s'entén com un feu de Shiban, un fill de Jochi, que dominava entre l'ala dreta de l'Horda d'Or i l'Horda d'Orda Khan (al territori del Kazakhstan occidental modern).
Aquí, seguint l'assignació més comuna, es dona el color blau a la part oriental, o ulus d'Orda (i el color blanc a la part occidental o ulus de Batu).

## Ulus d'Orda
L'ulus d'Orda fou una de les divisions de l'impero mongol formada vers el 1225 després de la mort de Jotxi quan el seu fill Orda Khan (Orda-Ichen, Орд эзэн), va heretar un feu del seu pare a la zona del Yaxartes.
Com que Orda i els seus descendents governaren la divisió esquerra de l'Horda d'Or, s'anomenaven els Prínceps de l'esquerra (en el sentit de mà esquerra).
Inicialment cobria la part oriental del territori governat pel Jòtxides i incloïa Àsia central occidental i Sibèria sud occidental. La capital de l'Horda Blava era originalment al Llac Balkhash, però més tard es va traslladar a Sighnak, modern Kazakhstan, al riu Sirdarià.
Quan Batu Khan va enviar una delegació jòcida a la campanya d'Hulagu a l'Orient Mitjà, incloïa un fort contingent manat per Kuli, un fill d'Orda, una de les dades que suggereix que l'Horda Blava estava supeditada al kan de l'Horda Blanca, que per aquesta preeminència o pel color de la tenda de Batu va ser coneguda progressivament com a Horda d'Or.
Les morts sospitoses de Kuli i poc després d'altres prínceps jòtxides (1259 i 1260) enfurien els governants de l'Horda d'Or; els contingents van abandonar la campanya i el 1261 esclatava la guerra entre l'Horda Blanca (Horda d'Or) que tenia el suport de l'Horda Blava, i el kanat de Pèrsia.
Durant la guerra de successió entre Kubilai Khan i Arigh Boke de 1260 a 1264, les elits de l'Horda Blava donaven suport a l'últim. També començaven a donar suport al príncep Ogedeid Kaidu, com també li donaven els kans de l'Horda Blanca Berke Khan i Mongke Temur.
Des de 1280, el successor d'Orda, Kubinji, es va aliar amb la Dinastia Yuan i l'Il-kanat, i a canvi, fou recompensat. Segons el relat de Raixid-ad-Din o l'anàlisi de H. H. Howorth, Kubinji posseïa el territori de Gazni i Bamian sota sobirania del lhans de Txagatai Khan o de l'Il-kan.
Kubinji va advertir a l'Il-kan Abaqa de la invasió que planejava Burak Khan de Txagatai el 1268.
Quan els prínceps genguiskhànides que operaven en nom del kagan Kubilai a Àsia central (i que més tard es van rebel·lar), van començar a lluitar un contra l'altre i van demanar la intervenció de Kubinji, no està clara la resposta d'aquest.
Marco Polo descriu l'Horda Blava com situada en una àrea extremadament freda, i diu:
| « | Aquest rei (Köchü) no té ni ciutats ni castells; ell i la seva gent viuen sempre o a les planes amples o entre grans muntanyes i valls. Subsisteixen amb la llet i polpa del seu bestiar, i no tenen gra. El rei té un nombre important de gent, però no té cap guerra amb ningú, i el seu poble viu en gran tranquil·litat. Tenen enormes quantitats de caps de bestiar, camells, cavalls, bous, ovelles, etcètera | » |

El 1299, Bayan Khan fou deposat pel seu cosí, Kobelek, que tenia ajuda de Kaidu i Duwa.
Vers el 1304, Bayan havia reocupat gran part de les terres dels seus avantpassats. La seva horda començava a pasturar al voltant del Sirdarià, reemplaçant als xibànides. Les tropes de Bayan incloïen russos i magiars.
El seu kan, Chimtai, va enviar els seus germans per intentar prendre el tron de l'Horda d'Or durant el període d'anarquia, (1359-1380). Però tots aquestos germans foren assassinats abans d'obtenir qualsevol èxit. Els membres de l'Horda, Khizr, i el seu fill o parent, Arab Shaykh, van assolir breument el tron de l'Horda d'Or, utilitzant el seu exèrcit.
El 1375, Urus Khan, el vuitè kan de l'Horda Blava, esdevenia kan de les Hordes Blava i Blanca. Va apartar als membres de la família de Khizr.
Urus va morir el 1377, i quan el seu nebot Toktamish va arrabassar el control de l'Horda Blava al fill d'Urus, Timur Malik el 1378,
va recuperar també el control de l'Horda Blanca. Així, Toktamish consolidava el poder a les dues hordes, esdevenint Khan de l'Horda d'Or.
Després de la derrota de Toktamish el 1395-96, Kuruichik era nomenat cap de l'Horda per Tamerlà. Des de llavors famílies dels fills de Jotxi, Tuga Timur, Shiban i Orda, es començaven a fusionar l'una amb l'altre, establint les hordes dels uzbeks i kazakhs. Entre ells, Barak, descendent de Kuruichik, breument assolia el tron de l'Horda d'Or el 1421.
Després de l'assassinat de Barak, l'Horda es dividia entre dos kans: Mohammed i Mustafà. Mustafa reconqueria l'Horda, però a Siberia apareixia una altra amenaça, Abu l-Khayr. El 1446 aquest darrer obtenia la victòria sobre Mustafa, acabant l'existència de l'Ulus d'Orda o Horda Blava.

## Geografia
El territori de l'Horda Blava aniria entre els Urals i la conca del riu Lena a l'est, i entre l'oceà Àrtic al nord i Kazakhastan al sud.

## Llista de Khans
- 1227-1251 : Orda Khan, fill de Jotxi i net de Genguis Khan
- 1251-1280 : Qun Quran, fill d'Orda
- 1280-1302 : Kubinji (Kochi o Köchü), fill d'Orda
- 1302-1309 : Bayan Khan, fill de Kanitči
- 1309-1315 : Sasibuka, fill de Bayan
- 1315-1320 : Ibisan Khan, fill de Sasibuka
- 1320-1344 : Mubarak Khoja, germà d'Ibisan
- 1344-1361 : Tjimtaï, fill d'Ibisan
- 1361-1375 : Urus Khan, fill de Tjimtaï
- 1375-1375 : Toktakia, fill de Urus khan
- 1375-1376 : Timur Malik (Temür Melik), fill d'Urus Khan
- 1376-1391 : Toktamish, possible nebot d'Urus Khan, primer aliat i després enemic de Tamerlà, reunifica les dues hordes.
- 1391-1393 : Beg Pulad
- 1393-1395 : Toktamish, segona vegada
- 1395-1396 : Conquesta de Tamerlà. Durant el període de 1396 a 1419 l'Horda Blava (o Kiptachk Oriental) va estar principalment controlada per Ëdigu, kan dels nogais (mangits), que també dominava a l'Horda Blanca o Gran Horda.
- 1395-1403: Koirijak
- 1403-1419: Derwish Khan, rebesnet de Tülüngbeg Khan de Turan (de l'Horda d'Or 1416-1419)
- 1419-1421: Sayyid Ahmad (de l'Horda d'Or 1419)
- 1421-1428: Barak Khan, fill de Koirijak
- 1428-1431: Muhammad Khan
- 1431-1446: Mustafa Khan
- 1446- ? : Abu l-Khayr
- segona meitat del segle XV: Horda dels kazakhs i Kanat de Sibèria

## Genealogia
|  |  |               |               |               |               |               |               |  |  |          |          |          |          | Orda Khan   |             |             |             |               |               |               |               |               |               |  |  |             |             |             |             |             |             |  |  |          |          |          |          |          |          |  |  |         |         |         |         |         |         |  |  |         |         |         |         |         |         |  |  |  |  |  |  |  |  |  |  |  |  |  |  |
|  |  |               |               |               |               |               |               |  |  |          |          |          |          |             |             |             |             |               |               |               |               |               |               |  |  |             |             |             |             |             |             |  |  |          |          |          |          |          |          |  |  |         |         |         |         |         |         |  |  |         |         |         |         |         |         |  |  |  |  |  |  |  |  |  |  |  |  |  |  |
|  |  |               |               |               |               |               |               |  |  |          |          |          |          |             |             |             |             |               |               |               |               |               |               |  |  |             |             |             |             |             |             |  |  |          |          |          |          |          |          |  |  |         |         |         |         |         |         |  |  |         |         |         |         |         |         |  |  |  |  |  |  |  |  |  |  |  |  |  |  |
|  |  | Sartaktai     | Sartaktai     | Sartaktai     | Sartaktai     | Sartaktai     | Sartaktai     |  |  | Kuli     | Kuli     | Kuli     | Kuli     | Kuli        | Kuli        |             |             | Kurmishi      | Kurmishi      | Kurmishi      | Kurmishi      | Kurmishi      | Kurmishi      |  |  | Kun Kuran   | Kun Kuran   | Kun Kuran   | Kun Kuran   | Kun Kuran   | Kun Kuran   |  |  | Jurmakai | Jurmakai | Jurmakai | Jurmakai | Jurmakai | Jurmakai |  |  | Kutokui | Kutokui | Kutokui | Kutokui | Kutokui | Kutokui |  |  | Khulagu | Khulagu | Khulagu | Khulagu | Khulagu | Khulagu |  |  |  |  |  |  |  |  |  |  |  |  |  |  |
|  |  | Sartaktai     | Sartaktai     | Sartaktai     | Sartaktai     | Sartaktai     | Sartaktai     |  |  | Kuli     | Kuli     | Kuli     | Kuli     | Kuli        | Kuli        |             |             | Kurmishi      | Kurmishi      | Kurmishi      | Kurmishi      | Kurmishi      | Kurmishi      |  |  | Kun Kuran   | Kun Kuran   | Kun Kuran   | Kun Kuran   | Kun Kuran   | Kun Kuran   |  |  | Jurmakai | Jurmakai | Jurmakai | Jurmakai | Jurmakai | Jurmakai |  |  | Kutokui | Kutokui | Kutokui | Kutokui | Kutokui | Kutokui |  |  | Khulagu | Khulagu | Khulagu | Khulagu | Khulagu | Khulagu |  |  |  |  |  |  |  |  |  |  |  |  |  |  |
|  |  | Kubinji       |               |               |               |               |               |  |  |          |          |          |          |             |             |             |             |               |               |               |               |               |               |  |  |             |             |             |             |             |             |  |  |          |          |          |          |          |          |  |  |         |         |         |         |         |         |  |  |         |         |         |         |         |         |  |  |  |  |  |  |  |  |  |  |  |  |  |  |
|  |  |               |               |               |               |               |               |  |  |          |          |          |          |             |             |             |             |               |               |               |               |               |               |  |  |             |             |             |             |             |             |  |  |          |          |          |          |          |          |  |  |         |         |         |         |         |         |  |  |         |         |         |         |         |         |  |  |  |  |  |  |  |  |  |  |  |  |  |  |
|  |  |               |               |               |               |               |               |  |  |          |          |          |          |             |             |             |             |               |               |               |               |               |               |  |  |             |             |             |             |             |             |  |  |          |          |          |          |          |          |  |  |         |         |         |         |         |         |  |  |         |         |         |         |         |         |  |  |  |  |  |  |  |  |  |  |  |  |  |  |
|  |  | Bayan Khan    | Bayan Khan    | Bayan Khan    | Bayan Khan    | Bayan Khan    | Bayan Khan    |  |  | Koblokum | Koblokum | Koblokum | Koblokum | Koblokum    | Koblokum    |             |             | Tok Timur     | Tok Timur     | Tok Timur     | Tok Timur     | Tok Timur     | Tok Timur     |  |  | Bugha Timur | Bugha Timur | Bugha Timur | Bugha Timur | Bugha Timur | Bugha Timur |  |  | Mongatai | Mongatai | Mongatai | Mongatai | Mongatai | Mongatai |  |  | Sasai   | Sasai   | Sasai   | Sasai   | Sasai   | Sasai   |  |  |         |         |         |         |         |         |  |  |  |  |  |  |  |  |  |  |  |  |  |  |
|  |  | Bayan Khan    | Bayan Khan    | Bayan Khan    | Bayan Khan    | Bayan Khan    | Bayan Khan    |  |  | Koblokum | Koblokum | Koblokum | Koblokum | Koblokum    | Koblokum    |             |             | Tok Timur     | Tok Timur     | Tok Timur     | Tok Timur     | Tok Timur     | Tok Timur     |  |  | Bugha Timur | Bugha Timur | Bugha Timur | Bugha Timur | Bugha Timur | Bugha Timur |  |  | Mongatai | Mongatai | Mongatai | Mongatai | Mongatai | Mongatai |  |  | Sasai   | Sasai   | Sasai   | Sasai   | Sasai   | Sasai   |  |  |         |         |         |         |         |         |  |  |  |  |  |  |  |  |  |  |  |  |  |  |
|  |  | Sasibugha     |               |               |               |               |               |  |  |          |          |          |          |             |             |             |             |               |               |               |               |               |               |  |  |             |             |             |             |             |             |  |  |          |          |          |          |          |          |  |  |         |         |         |         |         |         |  |  |         |         |         |         |         |         |  |  |  |  |  |  |  |  |  |  |  |  |  |  |
|  |  |               |               |               |               |               |               |  |  |          |          |          |          |             |             |             |             |               |               |               |               |               |               |  |  |             |             |             |             |             |             |  |  |          |          |          |          |          |          |  |  |         |         |         |         |         |         |  |  |         |         |         |         |         |         |  |  |  |  |  |  |  |  |  |  |  |  |  |  |
|  |  |               |               |               |               |               |               |  |  |          |          |          |          |             |             |             |             |               |               |               |               |               |               |  |  |             |             |             |             |             |             |  |  |          |          |          |          |          |          |  |  |         |         |         |         |         |         |  |  |         |         |         |         |         |         |  |  |  |  |  |  |  |  |  |  |  |  |  |  |
|  |  | Ibisan Khan   | Ibisan Khan   | Ibisan Khan   | Ibisan Khan   | Ibisan Khan   | Ibisan Khan   |  |  |          |          |          |          |             |             |             |             | Mubarak Khoja | Mubarak Khoja | Mubarak Khoja | Mubarak Khoja | Mubarak Khoja | Mubarak Khoja |  |  |             |             |             |             |             |             |  |  |          |          |          |          |          |          |  |  |         |         |         |         |         |         |  |  |         |         |         |         |         |         |  |  |  |  |  |  |  |  |  |  |  |  |  |  |
|  |  | Ibisan Khan   | Ibisan Khan   | Ibisan Khan   | Ibisan Khan   | Ibisan Khan   | Ibisan Khan   |  |  |          |          |          |          |             |             |             |             | Mubarak Khoja | Mubarak Khoja | Mubarak Khoja | Mubarak Khoja | Mubarak Khoja | Mubarak Khoja |  |  |             |             |             |             |             |             |  |  |          |          |          |          |          |          |  |  |         |         |         |         |         |         |  |  |         |         |         |         |         |         |  |  |  |  |  |  |  |  |  |  |  |  |  |  |
|  |  | Tjimtai       |               |               |               |               |               |  |  |          |          |          |          |             |             |             |             |               |               |               |               |               |               |  |  |             |             |             |             |             |             |  |  |          |          |          |          |          |          |  |  |         |         |         |         |         |         |  |  |         |         |         |         |         |         |  |  |  |  |  |  |  |  |  |  |  |  |  |  |
|  |  |               |               |               |               |               |               |  |  |          |          |          |          |             |             |             |             |               |               |               |               |               |               |  |  |             |             |             |             |             |             |  |  |          |          |          |          |          |          |  |  |         |         |         |         |         |         |  |  |         |         |         |         |         |         |  |  |  |  |  |  |  |  |  |  |  |  |  |  |
|  |  | Urus Khan     |               |               |               |               |               |  |  |          |          |          |          |             |             |             |             |               |               |               |               |               |               |  |  |             |             |             |             |             |             |  |  |          |          |          |          |          |          |  |  |         |         |         |         |         |         |  |  |         |         |         |         |         |         |  |  |  |  |  |  |  |  |  |  |  |  |  |  |
|  |  |               |               |               |               |               |               |  |  |          |          |          |          |             |             |             |             |               |               |               |               |               |               |  |  |             |             |             |             |             |             |  |  |          |          |          |          |          |          |  |  |         |         |         |         |         |         |  |  |         |         |         |         |         |         |  |  |  |  |  |  |  |  |  |  |  |  |  |  |
|  |  |               |               |               |               |               |               |  |  |          |          |          |          |             |             |             |             |               |               |               |               |               |               |  |  |             |             |             |             |             |             |  |  |          |          |          |          |          |          |  |  |         |         |         |         |         |         |  |  |         |         |         |         |         |         |  |  |  |  |  |  |  |  |  |  |  |  |  |  |
|  |  | Toktakia      | Toktakia      | Toktakia      | Toktakia      | Toktakia      | Toktakia      |  |  |          |          |          |          | Timur Malik | Timur Malik | Timur Malik | Timur Malik | Timur Malik   | Timur Malik   |               |               |               |               |  |  | Koirijak    | Koirijak    | Koirijak    | Koirijak    | Koirijak    | Koirijak    |  |  |          |          |          |          |          |          |  |  |         |         |         |         |         |         |  |  |         |         |         |         |         |         |  |  |  |  |  |  |  |  |  |  |  |  |  |  |
|  |  | Toktakia      | Toktakia      | Toktakia      | Toktakia      | Toktakia      | Toktakia      |  |  |          |          |          |          | Timur Malik | Timur Malik | Timur Malik | Timur Malik | Timur Malik   | Timur Malik   |               |               |               |               |  |  | Koirijak    | Koirijak    | Koirijak    | Koirijak    | Koirijak    | Koirijak    |  |  |          |          |          |          |          |          |  |  |         |         |         |         |         |         |  |  |         |         |         |         |         |         |  |  |  |  |  |  |  |  |  |  |  |  |  |  |
|  |  |               |               |               |               |               |               |  |  |          |          |          |          |             |             |             |             |               |               |               |               |               |               |  |  |             |             |             |             |             |             |  |  |          |          |          |          |          |          |  |  |         |         |         |         |         |         |  |  |         |         |         |         |         |         |  |  |  |  |  |  |  |  |  |  |  |  |  |  |
|  |  | Timur Kutlugh | Timur Kutlugh | Timur Kutlugh | Timur Kutlugh | Timur Kutlugh | Timur Kutlugh |  |  | Shadibeg | Shadibeg | Shadibeg | Shadibeg | Shadibeg    | Shadibeg    |             |             | Pulad Khan    | Pulad Khan    | Pulad Khan    | Pulad Khan    | Pulad Khan    | Pulad Khan    |  |  | Burrak Khan | Burrak Khan | Burrak Khan | Burrak Khan | Burrak Khan | Burrak Khan |  |  |          |          |          |          |          |          |  |  |         |         |         |         |         |         |  |  |         |         |         |         |         |         |  |  |  |  |  |  |  |  |  |  |  |  |  |  |
|  |  | Timur Kutlugh | Timur Kutlugh | Timur Kutlugh | Timur Kutlugh | Timur Kutlugh | Timur Kutlugh |  |  | Shadibeg | Shadibeg | Shadibeg | Shadibeg | Shadibeg    | Shadibeg    |             |             | Pulad Khan    | Pulad Khan    | Pulad Khan    | Pulad Khan    | Pulad Khan    | Pulad Khan    |  |  | Burrak Khan | Burrak Khan | Burrak Khan | Burrak Khan | Burrak Khan | Burrak Khan |  |  |          |          |          |          |          |          |  |  |         |         |         |         |         |         |  |  |         |         |         |         |         |         |  |  |  |  |  |  |  |  |  |  |  |  |  |  |
|  |  | Timur Khan    |               |               |               |               |               |  |  |          |          |          |          |             |             |             |             |               |               |               |               |               |               |  |  |             |             |             |             |             |             |  |  |          |          |          |          |          |          |  |  |         |         |         |         |         |         |  |  |         |         |         |         |         |         |  |  |  |  |  |  |  |  |  |  |  |  |  |  |